# San Luis (Arizona)
San Luis város az USA Arizona államában, Yuma megyében. Lakosainak száma 35 257 fő (2020. április 1.).

## Népesség
A település népességének változása:

| 2010 | 25 505 |
| 2020 | 35 257 |